# 夜鼠屬
夜鼠屬（Nyctomys sumichrasti），哺乳綱、囓齒目、倉鼠科的一屬，而與夜鼠屬（夜鼠）同科的動物尚有赭鼠屬（赭鼠）、屋鼠屬（山屋鼠）、南美長爪鼠屬（阿根廷長爪鼠）、食魚鼠屬（食魚鼠）等之數種哺乳動物。